# 딜로
딜로(Dillo)는 임베디드 시스템, 오래되거나 느린 컴퓨터를 위한 작은 웹 브라우저다. 이 브라우저는 단순한 HTML/XHTML 페이지와 HTTP를 통한 이미지만을 지원한다. 스크립팅은 완전히 무시된다. 딜로는 리눅스, BSD, 솔라리스 및 맥 OS X를 지원한다. 딜로의 작은 사이즈 덕분에, 크기에 민감한 작은 리눅스 배포본에 자주 사용된다. 딜로는 GNU GPL로 배포되는 무료 소프트웨어다.
딜로의 가장 큰 목표는 정보에 대한 접근을 대중화하는 것이다. 개발자인 아렐라노 시드는 웹을 즐기기 위해 어떤 사람도 새 컴퓨터를 구매하거나 광대역 망 연결에 돈을 지불해야 할 필요가 없다고 믿고 있다. 이를 실현하기 위해 그는 딜로를 작고, 빠른 브라우저로 전화 접속 연결을 가진 인텔 486 프로세서에서도 사용될 수 있게 만들었다.

## 개발
딜로는 원래 C 프로그래밍 언어와 GTK+ 그래픽 사용자 인터페이스 툴킷을 이용해 작성되었다. 하지만 딜로 2부터는 C와 C++으로 함께 작성되고, FLTK를 사용한다. 딜로 2는 2008년 10월에 공개되었으며, 택스트 앤티에일리어싱, 라틴-1 외의 문자 셋 지원. HTTP 압축 기능. 페이지 렌더링 향상 등이 추가 되었다. GTK에서 FLTK로의 이동은 딜로의 메모리 점유율을 50%까지 끌어내렸다.
딜로는 현재 개인 기부로 진행되고 있으며, 스폰서를 확보하려는 노력은 실패했다. 기부의 부족으로 2007년에 개발이 완전히 중지되었지만, 2008년에 프로젝트는 다시 재개되었고, 디스트로워치에서 115유로의 기부를 받았다.

## 기능
딜로는 북마크, 탭 브라우징, JPEG, PNG (알파 투명), GIF 등을 지원한다. 버전 2.1부터 부분적 CSS 지원이 추가되었고, HTTP 쿠키는 지원되지만 개인 정보 문제로 기본적으로 비활성화되어 있다. 현재 대부분의 웹 브라우저는 프로그램이 종료되어도 웹 캐시를 삭제하지 않지만. 딜로는 개인 정보와 속도 문제로 프로그램이 종료될 때 자동으로 삭제한다. "버그 미터"라는 개발자 도구는 오른쪽 아래에 자리잡고 있다. 이 곳을 클릭하면 HTML 유효성등의 웹 페이지 문제를 보여준다. 다른 브라우저와 다르게, 딜로는 비표준 HTML을 사용하는 홈페이지를 위한 쿼크 모드를 지원하지 않는다. 딜로는 모든 웹페이지를 웹 표준에 맞춰서 표시한다.
딜로는 리눅스, BSD, 솔라리스, 맥 OS X, 몇몇 핸드헬드 기기 등의 다양한 소프트웨어 플랫폼에서 작동된다. 하지만 딜로의 개발자들은 마이크로소프트 윈도우용으로 브라우저를 포팅하려는 노력을 거의 하지 않았다. 아렐라노 시드는 윈도는 하드웨어 사양과 소프트웨어 비용을 필요없게 하려는 딜로의 목표에서 벗어난다고 말했다. 하지만 시그윈을 통해 딜로는 윈도우에서도 작동한다고 보고되었다.
딜로는 자바스크립트, 자바, 어도비 플래시, 오른쪽에서 왼쪽으로 쓰기, HTTPS를 지원하지 않는다. 또한 프레임 지원도 아주 제한되어 있다. 현재 HTTPS 지원은 개발 단계에 있다.

## 제한
딜로의 리뷰들은 그 엄청난 속도를 극찬했지만. 빠른 속도를 얻으려면 그만한 대가를 치러야 한다고 썼다. 딜로의 가장 큰 단점은 복잡한 웹 사이트를 잘 표시하지 못한다는 점이다. 그 외에도 여러 가지 기능의 부재 때문에 딜로의 점유율은 0.01%도 미치지 않는다.
하지만 딜로는 작다는 특징 때문에 댐 스몰 리눅스 같이 용량에 민감한 몇몇 리눅스 배포판에 자주 쓰인다.

## 같이 보기
- 웹 브라우저 목록